# Dženis Beganović
Dženis Beganović (Sarajevo, 23 marzo 1996) è un calciatore bosniaco, attaccante dell'Istiklol.

## Carriera
In carriera ha giocato 8 partite di qualificazione per l'Europa League, realizzandovi anche una rete.